# For You (песня Staind)
For You (с англ. — «Для тебя») — четвёртый сингл группы Staind, выпущенный 25 декабря 2001 года. Эта песня есть в сборнике лучших хитов группы The Singles: 1996–2006. Песня продержалась 20 недель в чарте Billboard Hot 100 на 63-м месте, 15 недель в Radio Songs на 61-м месте, 40 недель в Mainstream Rock Tracks на 3-м месте, 32 недель в Alternative Songs на 3-м месте.

## Список композиций
| №  | Название                        | Длительность |
| -- | ------------------------------- | ------------ |
| 1. | «For You» (Radio Version)       | 3:25         |
| 2. | «For You» (Album Version)       | 3:25         |
| 3. | «Suffer» (Live)                 | 4:01         |
| 4. | «For You (Video)» (Enhanced CD) |              |